# Джон Дюбуше
Джон Дюбуше (нім. John Dubouchet, 3 вересня 1897 — 9 лютого 1934, Женева) — швейцарський футболіст, що грав на позиції захисника. Відомий виступами за «Етуаль» (Каруж), «Серветт», а також національну збірну Швейцарії.

## Клубна кар'єра
Грав за клуб «Етуаль» (Каруж). В той час чемпіонат Швейцарії проводився за таким регламентом: команди були поділені на три групи за географічним принципом — Захід, Центр і Схід, а у фінальному турнірі грали лише переможці цих груп. «Етуаль» грав у дивізіоні «Захід» та в 1928 році вперше у своїй історії став його переможцем. У фінальному турнірі клуб поступився «Нордштерну» (1:2) та «Грассгопперу» (1:4) і посів третє місце.
В 1930 році став гравцем клубу «Серветт». Влітку був учасником Кубка Націй 1930, престижного футбольного міжнародного змагання, що проводилось у Женеві. В першому раунді «Серветт» розгромно програв австрійській «Вієнні» з рахунком 0:7. Але формат змагань був таким, що команди, які поступились у першій грі, потрапляли в додатковий раунд. Господарі обіграли бельгійський «Серкль» (Брюгге) з рахунком 2:1 і вийшли у чвертьфінал, де переграли сильну італійську «Болонью» — 4:1. В півфіналі «Серветт» поступився з рахунком 0:3 угорському «Уйпешту», майбутньому чемпіону. В матчі за 3 місце швейцарці вдруге програли з великим рахунком «Вієнні» — 1:5. Дюбуше грав у матчах проти «Серкля», «Болоньї» і «Вієнни» в матчі за 3 місце в захисті в парі з Северіно Мінеллі.
У 1931 році швейцарська Серія А перетворилась на Національну лігу А, футбол став професійним. Дюбуше став з командою чемпіоном Швейцарії в 1933 році, зігравши 9 матчів у тому чемпіонаті.
В лютому 1934 року помер у віці 36 років від Бронхопневмонії.

## Виступи за збірну
В складі національної збірної Швейцарії грав з 1928 по 1930 рік. Провів у її формі загалом 3 матчі. 

## Титули і досягнення
- Чемпіон Швейцарії (1):

«Серветт»:  1932-1933